# フンガ・トンガ
フンガ・トンガ＝フンガ・ハアパイ（トンガ語: Hunga Tonga-Hunga Haʻapai）は、トンガの首都ヌクアロファ（トンガタプ島）の港から65 km北に位置する海底火山である。同じく海底火山であるフォヌアフォオウから南南東約30 kmにある。現地政府機関が使用している略称はHTHH。
ニュージーランドから北北東のフィジーまでの沈み込み帯に位置しており、トンガからケルマディック諸島にまたがる活発な火山弧の一部にあたる。また、活発な地震帯の約100 km上にある。2つのプレートが高熱と高圧な状態で溶けた結果、マグマが形成され、過熱した岩が地上に押し出された。太平洋プレートがインド・オーストラリアプレートの下に沈み込んだ結果、両プレートの収束型境界において島弧が形成した。
カルデラ外縁に陸地を形成している。かつてはフンガ・トンガ島とフンガ・ハアパイ島の二つの島があり、2014年から2015年にかけての噴火で陸地が一体化しフンガ・トンガ＝フンガ・ハアパイ島となったが、2022年の噴火で再び陸地が二つに分断された。また、2022年噴火前は海底下のカルデラ底の水深は約150mであったが、噴火後は850mまで低下した。

## 地理と命名
フンガ・トンガ＝フンガ・ハアパイはほとんどが海面下にある海底火山で、2015年から2016年に渡って行われたオークランド大学のシェーン・クローニン教授らによる調査では海底地形測量も含まれ、フンガ・トンガ＝フンガ・ハアパイ海底火山は標高約1800 mで幅は約20 kmであることが判明した。またその調査で海面下150 mに直径約5キロメートルの海底カルデラも発見された。

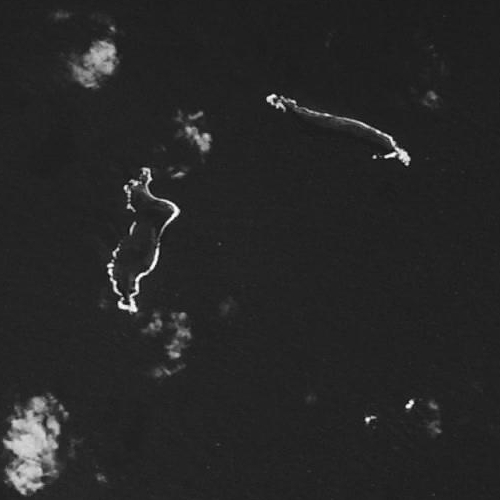
1978年に撮影されたNASAの衛星写真。元フンガ・トンガ島 (右) と元フンガ・ハアパイ島 (左) が別個の二つ島であることがわかる。

フンガ・トンガ＝フンガ・ハアパイはかつて「フンガ・トンガ＝フンガ・ハアパイ海底火山」の海底カルデラ外縁上にあった小島の名前でもある。
「フンガ・トンガ＝フンガ・ハアパイ島」はもともとはフンガ・トンガ島とフンガ・ハアパイ島という別個の二つの小さな無人島で、フンガ・トンガ島はカルデラの中心からみて北へ、フンガ・ハアパイ島は西に位置していた。またそれぞれの島は約2キロメートルほどの長さであった。
2009年の「フンガ・トンガ＝フンガ・ハアパイ海底火山」の小規模噴火でフンガ・ハアパイ島の南側の陸地が増大し面積が拡大した。
2014年から2015年には2島の間の海底が隆起しつつ小規模噴火が起き、その噴火によって形成された側火山 (火砕丘) による新島がまず最初にフンガ・ハアパイ島東側と繋がり、後に陸繋砂州が形成されフンガ・トンガ島の南西側とも繋がり2.85 km2ほどの一つの島になったことから、科学者たちは非公式に全体の島を「フンガ・トンガ＝フンガ・ハアパイ」と呼び始めた。
2014年から2015年の噴火および結合以降は、2島をつなぐ地帯の南側に砂がたまった。側火山部分は南側がすぐに侵食され、南東部では火口が海洋に繋がるほどだったが後に浅い砂州が形成されることによって海から分離され、直径550 mほどのラグーンを形成するに至った。当初科学者の予想では「新島部分はすぐに侵食される」とされたが、後に「侵食は最高30年かかる」と修正された。
2022年1月15日のフンガ・トンガ＝フンガ・ハアパイ海底火山の大規模噴火では、一日後の1月16日に国連衛星センター（UNOSAT）が発表した衛星写真により、フンガ・トンガ＝フンガ・ハアパイ島があった区域の陸地が、かつての元フンガ・トンガ島と元フンガ・ハアパイ島のわずかながらの部分を残してほとんど消滅したことが見て取れた。

## 火山とカルデラ
火山自体は、フンガ・トンガ島とフンガ・ハアパイ島の間に位置する海底火山であり、フンガ・トンガとフンガ・ハアパイの両島は、火山のカルデラの北側と西側の外縁の残骸である。両島はハアパイ諸島の一部で約1.6 kmの距離があり、それぞれの長さが約2 kmで主に安山岩から成る。フンガ・トンガ島の最高点は149 mで、フンガ・ハアパイ島の最高点は128 mである。いずれも大きい島ではなく、フンガ・トンガ島が約0.39 km2、フンガ・ハアパイ島が0.65 km2である。グアノ資源は多いものの、投錨地に乏しいため未開発となっている。
フンガ・ハアパイ島から3.2 km南東、フンガ・トンガ島から3 km南の岩礁で海底火山噴火が1912年と1937年に報告されており、1988年にはフンガ・ハアパイ島から南南東1 kmの地点で割れ目噴火が起こった。
トンガ神話では、濫獲が行われていない数少ない島の1つだったため、天から地上に投げられてきたとされている。トンガ人は両島を「前後に跳ぶ（つまり地震が起こる）島々」と呼んでいる。最初に諸島を見たヨーロッパ人はオランダの探検家ウィレム・スホーテンとヤコブ・ルメール（1616年）とされ、イギリスの探検家ジェームズ・クックは1777年に諸島を数度訪れ、諸島の現地トンガ語での名前を知った。

## 2009年の噴火

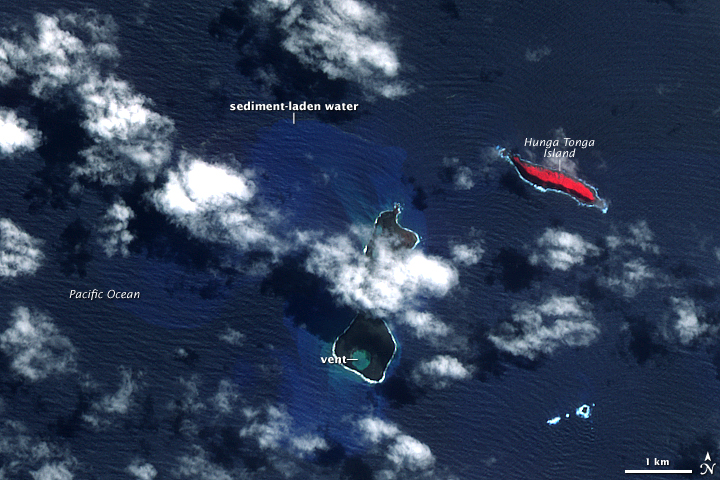
2009年3月25日時点の衛星画像。フンガ・ハアパイ島の南に新しい土地が現れており、雲がフンガ・ハアパイ島と新しい土地の間を覆っている。新しい土地の南端にある円が火山の位置である。火山の周りにある海域が明るい青で示されており、灰、岩など火山の破片を示している。植物で覆われた土地は赤で示しており、フンガ・トンガ島が植物に覆われている一方、フンガ・ハアパイ島が黒になっており、そこの植物が灰に覆われたが、死亡したとみられる。

2009年3月16日、フンガ・トンガ＝フンガ・ハアパイ近くの海底火山噴火により蒸気、煙、軽石、灰が海上数千フィートに吹きあがった。3月21日、トンガの地質学者ケレピ・マフィ（Kelepi Mafi）は溶岩と灰が無人島のフンガ・ハアパイ島と沖合約100 mの場所から吹き出ていると報告した。噴火によりこの2箇所の隙間が埋まり、数百平方メートルの面積がある新しい土地を作り出した。噴火によりフンガ・ハアパイ島が灰に覆われて荒廃、植物と動物が全滅した。
この噴火は世界中から注目を集め、2009年のテレビ番組『アングリー・プラネット』にも言及された。

## 2014年から2015年にかけての噴火

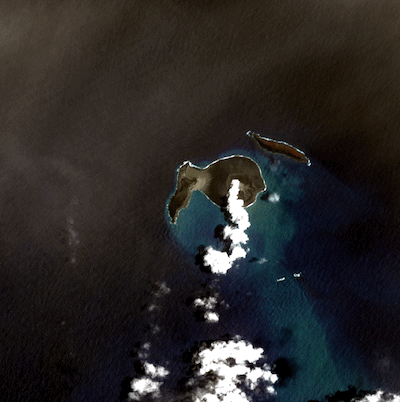
フンガ・トンガの噴火を示す、2015年01月14日の画像。

2014年11月から12月にかけて、トンガ北部で火山活動と一連の地震がおこり、火山活動が再び活発になった。
12月19日、フンガ・トンガ＝フンガ・ハアパイで噴火が起こり、現地の漁師が海底火山から白い蒸気の柱が昇っていると目撃した。12月29日に撮影された衛星画像では煙や灰が吹き出て、海水の色が変わっている（水面下で煙と灰が噴出したか、噴火が海底にも影響を与えたためとされる）など噴火が続いていることを示した。噴火は2015年に入っても続き、1月6日には火山灰による雲が上空3kmまで舞い上がった。
1月11日、火山灰が上空9 kmに舞い上がり、12日にはニュージーランド航空の飛行機がサモアに転じることを余儀なくされ、ほかのニュージーランドとトンガ間の国際便が欠航した。13日にも火山灰が上空4.5 kmに舞い上がったほか、大量の窒素とリンが海底に放出されたため、藻類が大量発生して赤潮が起こった。2009年の噴火と同様、火口はフンガ・ハアパイ島と沖合約100 mの2箇所だった。大きな岩と湿っていて密集した灰が放出され400 mの高さに舞い上がった。1月16日には噴火により新しい島が形成した。トンガ当局は新しい島が長さ2 km、広さ1 km、最高点100 mと概算したが、地質学者は新しい島が数か月で腐食により消えるとした。新しい島の周辺約10 kmで灰と酸性雨が降りしきり、フンガ・トンガ島もフンガ・ハアパイ島も植物が全滅した。
蒸気雲が上空1 kmまで舞い上がるなど噴火が続く中、火山と航空の専門家が飛行機への危険がなくなったと判断したため、トンガへの国際便が1月16日に再開した。
1月19日にトンガとニュージーランドから火山を訪れた地質学者によると、噴火がそれまでの24時間内では沈静化したという。また、噴火がほぼ全て新しい島にある火口からきていることが判明したほか、蒸気雲が7 kmから10 kmに上り、火山灰や岩が200 mから300 mの高さに上った。マグマが海面に当たって蒸気爆発を起こし、また周辺にはときどき火山ガスのにおいがしたという。トンガ当局は島周辺に直径20 kmのゾーンを定め、旅行者が岩、火山灰、酸性雨の影響を受けないようにした。
トンガ当局は、火口から新しいガス、火山灰、岩が吹き出ていないことを観測すると、1月26日に噴火の終結を宣言した。この時点で新しい島は長さ2 km、広さ1 kmから2 km、最高点120 mに成長した。新しい島はフンガ・ハアパイ島とつながり、フンガ・トンガ島とも約200 mしか離れていなかった。新しい島を訪れた現地民によると、海鳥が島で巣を作るようになったという。

## 2015年以降の研究
フンガ・トンガ＝フンガ・ハアパイの大半を構成する火山灰が周辺の暖かい海水と化学反応を起こし、灰よりはるかに硬い岩に変わったため、火山学者は島が浸食されるのではなく数十年間残ると予想するようになった。これにより、2017年までの150年間で形成された火山島が数か月以上存在する例として3例目となった。
NASAのゴダード宇宙飛行センターの科学者は、フンガ・トンガ＝フンガ・ハアパイを火星の火山の形を研究するためのモデルとして使用した。2017年12月の記事によると、NASAの科学者はフンガ・トンガ＝フンガ・ハアパイの腐食パターンが火星における似たような地形でのパターンと似ていると結論付け、昔の火星が水で覆われたものの水がすぐに退いたと考えた。なお、フンガ・トンガ＝フンガ・ハアパイと火星の火山地形の類似点を引き続き研究する必要があるという。
2018年10月に島を訪れた科学者は、島の表面が砂利、泥と植物で覆われていることと、多くの鳥類が住んでいることを発見した。また雨により島の侵食が予想以上に進んでいることが判明した。

## 2021年12月から2022年1月にかけての噴火

2022年1月15日の噴火を捉えた気象衛星GOES17号からの画像

2021年12月20日に再び噴火し、首都ヌクアロファからも見えるほどの高度18 kmに達する巨大な噴煙が立ち上った。ニュージーランドの航空路火山灰情報センター（ウェリントン）は航空会社に対し、航空路火山灰情報を発表した。爆発音は170 km離れた地点でも聞こえたと報じられた。最初の噴火は12月21日午前2時まで続いた。その後も活動は継続し、12月25日に撮影された衛星画像では、島の面積が拡大したことが確認された。
火山活動は1月5日には一旦弱まったが、1月13日に高度17 kmにも達する火山灰雲を大気中に放出して活動を再開した。続いて、政府当局は津波警報を発令した。1月15日、再び激しい噴火を起こし、前年12月20日の噴火よりも約7倍強かったとみられている。噴火に伴う轟音は、トンガ国内のみならず、火山から500 km以上離れたフィジーや、さらに遠く離れたニュージーランドとオーストラリアでも聞こえたとの報告が多数ある。噴火の空振により、窓ガラスが粉々に割れるなどの建物被害が出たと報道されている。トンガの気象当局は、17時30分すぎに津波警報を発令し、その後、同国の沿岸地域に津波が押し寄せた。首都ヌクアロファでは1.2 mの津波が観測され、アメリカ領サモアでも0.6 mの津波が観測され、その後日本の奄美群島などでも1 mを超える津波が観測された。津波は太平洋を渡り、ニュージーランドの北島、日本列島の太平洋沿岸の広い範囲、アメリカ西海岸でも観測された。陸地も超えたカリブ海のプエルトリコでも空振と潮位変化が観測された。
フンガ・トンガは900 - 1000年おきに大規模噴火を起こしており、前回の大規模噴火は西暦1100年頃であることから、報道では「1000年に1度の大噴火」と表現されている。この噴火により島はほぼ消滅したと見られている。